# Лумбарда
Лумба́рда (хорв. Lumbarda) — рыболовецкая деревушка и община на юге Хорватии, расположенная в восточной части острова Корчула, на берегу Адриатического моря. Население общины — 1 221 чел. (на 2001 г.).
Община расположена в 7 км от Корчулы. Посёлки связаны дорогой, что проходит через живописный массив сосновых лесов и оливковых рощ. Лумбарда окружена виноградниками и песчаными берегами. Община является туристическим центром. Большинство жителей заняты в обслуживающей сфере деятельности.

## Состав общины
Сёла:
- Вела Главица
- Жавич
- Зерич
- Колудрт
- Косово
- Мала Главица
- Нова Села
- Пострана
- Први Зал
- Рачизче